# Rokot
Rokot – rosyjska lekka rakieta nośna całkowicie na paliwo ciekłe, będąca w istocie wycofanym z użycia, zmodyfikowanym międzykontynentalnym pociskiem balistycznym UR-100N. Występuje w trzech wariantach: K (najstarszy, odbył tylko jeden lot orbitalny i dwa suborbitalne), KM (najpopularniejszy i nadal używany) i „Strieła” (na razie tylko loty). Starty komercyjne obsługiwane są przez firmę Eurockot.

## Wariant K
Podstawowy, użyty jako pierwszy, wariant z członem Briz-K jako ostatnim stopniem. 

### Chronologia startów
1. 20 listopada 1990, 04:00 GMT; s/n 1L; miejsce startu: Bajkonur (LC131), Kazachstan
Ładunek: Nariad-W; Uwagi: lot suborbitalny, nieudany
2. 20 grudnia 1991, 21:31 GMT; s/n 3L; miejsce startu: Bajkonur (LC175/2), Kazachstan
Ładunek:  Nariad-W; Uwagi: lot suborbitalny[1]
3. 26 grudnia 1994, 03:01:16 GMT; s/n 4L; miejsce startu: Bajkonur (LC175/59), Kazachstan
Ładunek: Radio-ROSTO (Nariad-W); Uwagi: start udany
4. 22 grudnia 1999, ? GMT; s/n ?; miejsce startu: Plesieck (LC133), Rosja
Ładunek: RSVN 40; Uwagi: podczas testów przedstartowych rakiety na wyrzutni nastąpiło przypadkowe odpalenie systemów separacji członów, w wyniku czego górny człon, w którym znajdował się satelita został wystrzelony i uległ uszkodzeniu. Ten wypadek spowodował, że w kolejnych lotach człon Briz-K został zastąpiony przez jego zmodyfikowaną wersję Briz-KM[1].

## Rokot-KM
Najczęściej używany wariant rakiety, z ostatnim członem Briz-KM.

### Chronologia startów
1. 16 maja 2000, 08:27:41 GMT; s/n ?; miejsce startu: Plesieck (LC133/1), Rosja
Ładunek: Simsat-1, Simsat-2; Uwagi: start udany – makiety dwóch satelitów, start zorganizowany przez Eurockot
2. 17 marca 2002, 09:21:17 GMT; s/n ?; miejsce startu: Plesieck (LC133/1), Rosja
Ładunek: GRACE 1, GRACE 2; Uwagi: start udany – pierwszy komercyjny start
3. 20 czerwca 2002, 09:33:46 GMT; s/n 492882034; miejsce startu: Plesieck (LC133/3), Rosja
Ładunek: Iridium 97; Uwagi: start udany
4. 30 czerwca 2003, 14:15:26 GMT; s/n ?; miejsce startu: Plesieck (LC133/3), Rosja
Ładunek: MOST, Mimosa, CanX 1, AAU-Cubesat, DTUSat, QuakeSat, XI-IV, CUTE 1, Monitor-E (makieta); Uwagi: start udany
5. 30 października 2003, 13:43:42 GMT; s/n 4921921121; miejsce startu: Plesieck (LC133/3), Rosja
Ładunek: SERVIS-1; Uwagi: start udany
6. 26 sierpnia 2005, 18:34:28 GMT; s/n ?; miejsce startu: Plesieck (LC133/3), Rosja
Ładunek: Monitor-E; Uwagi: start udany
7. 8 października 2005, 15:02:00 GMT; s/n ?; miejsce startu: Plesieck (LC133/3), Rosja
Ładunek: Cryosat; Uwagi: start nieudany – błąd w oprogramowaniu rakiety spowodował, że pierwszy człon pracował do wyczerpania paliwa, co spowodowało nieodłączenie się drugiego członu
8. 28 lipca 2006, 07:05:43 GMT; s/n ?; miejsce startu: Plesieck (LC133/3), Rosja
Ładunek: Arirang-2; Uwagi: start udany
9. 23 maja 2008, 15:20 GMT; s/n ?; miejsce startu: Plesieck (LC133), Rosja
Ładunek: Kosmos 2437, Kosmos 2438, Kosmos 2439, Jubilejnyj; Uwagi: start udany
10. 17 marca 2009, 14:21 GMT; s/n ?; miejsce startu: Plesieck (LC133), Rosja
Ładunek: GOCE; Uwagi: start udany
11. 6 lipca 2009, 01:26 GMT; s/n ?; miejsce startu: Plesieck (LC133), Rosja
Ładunek: Kosmos 2451, Kosmos 2452, Kosmos 2453; Uwagi: start udany
12. 2 listopada 2009, 01:51 GMT; s/n ?; miejsce startu: Plesieck (LC133), Rosja
Ładunek: PROBA-2, SMOS; Uwagi: start udany
13. 2 czerwca 2010, 01:59 GMT; s/n ?; miejsce startu: Plesieck (LC133), Rosja
Ładunek: SERVIS-2; Uwagi: start udany
14. 8 września 2010, 03:30 GMT; s/n ?; miejsce startu: Plesieck (LC133), Rosja
Ładunek: Kosmos 2467, Goniec M-2, Kosmos 2468; Uwagi: start udany
15. 1 lutego 2011, 14:00 GMT; s/n ?; miejsce startu: Plesieck (LC133), Rosja
Ładunek: Geo-IK-2 1; Uwagi: start częściowo nieudany
16. 28 lipca 2012, 01:36 GMT; s/n ?; miejsce startu: Plesieck (LC133), Rosja
Ładunek: Goniec M-3, Goniec M-4, Kosmos 2481, MiR; Uwagi: start udany
17. 15 stycznia 2013, 16:25 GMT; s/n ?; miejsce startu: Plesieck (LC133), Rosja
Ładunek: Kosmos 2482, Kosmos 2483, Kosmos 2484; Uwagi: start udany
18. 11 września 2013, 23:23 GMT; s/n ?; miejsce startu: Plesieck (LC133), Rosja
Ładunek: Goniec M-5, Goniec M-6, Goniec M-7; Uwagi: start udany
19. 22 listopada 2013, 12:02 GMT; s/n ?; miejsce startu: Plesieck (LC133), Rosja
Ładunek: Swarm-A, Swarm-B, Swarm-C; Uwagi: start udany
20. 25 grudnia 2013, 00:31 GMT; s/n ?; miejsce startu: Plesieck (LC133), Rosja
Ładunek: Kosmos 2488, Kosmos 2489, Kosmos 2490; Uwagi: start udany
21. 23 maja 2014, 05:27 GMT; s/n ?; miejsce startu: Plesieck (LC133), Rosja
Ładunek: Kosmos 2496, Kosmos 2497, Kosmos 2498; Uwagi: start udany
22. 3 lipca 2014, 12:43 GMT; s/n ?; miejsce startu: Plesieck (LC133), Rosja
Ładunek: Goniec M-8, Goniec M-9, Goniec M-10; Uwagi: start udany
23. 31 marca 2015, 13:47 GMT; s/n ?; miejsce startu: Plesieck (LC133), Rosja
Ładunek: Goniec M-11, Goniec M-12, Goniec M-13; Uwagi: start udany
24. 22 września 2015, 22:00 GMT; s/n ?; miejsce startu: Plesieck (LC133), Rosja
Ładunek: Kosmos 2507, Kosmos 2508, Kosmos 2509; Uwagi: start udany
25. 16 lutego 2016, 17:57 GMT; s/n ?; miejsce startu: Plesieck (LC133), Rosja
Ładunek: Sentinel 3A; Uwagi: start udany
26. 4 czerwca 2016, 14:00 GMT; s/n ?; miejsce startu: Plesieck (LC133), Rosja
Ładunek: Kosmos 2517; Uwagi: start udany

## Strieła
Skonstruowana przez Zjednoczenie Naukowo-Przemysłowe Maszinostrojenie z wycofanych ze służby ukraińskich rakiet UR-100N, konstrukcyjnie niezmienionych.

### Chronologia startów
1. 5 grudnia 2003, 06:00 GMT; s/n ?; miejsce startu: Bajkonur (LC175/2), Kazachstan
Ładunek: brak; Uwagi: start udany – początkowo ogłoszony jako test pocisku ICBM. Później potwierdzono doniesienie agencji prasowej Reuters, że był to pierwszy lot orbitalny rakiety „Strieła”.
2. 27 czerwca 2013, 16:53 GMT; s/n ?; miejsce startu: Bajkonur (LC175/2), Kazachstan
Ładunek: Kondor; Uwagi: start udany
3. 19 grudnia 2014, 04:43 GMT; s/n ?; miejsce startu: Bajkonur (LC175/2), Kazachstan
Ładunek: Kondor-E; Uwagi: start udany